# Деббі (ураган, 2024)
Ураган Деббі (англ. Hurricane Debby) — руйнівний тропічний циклон, який спричинив масштабні та сильні повені на сході Сполучених Штатів і частинах Східної Канади, ставши найдорожчим стихійним лихом в історії канадської провінції Квебек. Четвертий названий шторм і другий ураган сезону атлантичних ураганів 2024 року.
Напередодні шторму в штатах Флорида, Джорджія, Північна Кароліна, Південна Кароліна та Вірджинія оголошено надзвичайний стан. Повільний рух спричинив сильні опади, станом на 7 серпня накопичення досягло максимуму близько 20 дюймів (510 мм) біля Сарасоти, штат Флорида. Було підтверджено два десятки торнадо, коли шторм також просувався до східного узбережжя Сполучених Штатів. У Квебеку загальна кількість опадів досягла максимуму в 8,7 дюймів (220 мм), що спричинило руйнівні повені. Загалом через шторм загинули 18 людей, а збитки склали 4,5 мільярда доларів США.

## Метеорологіча історія

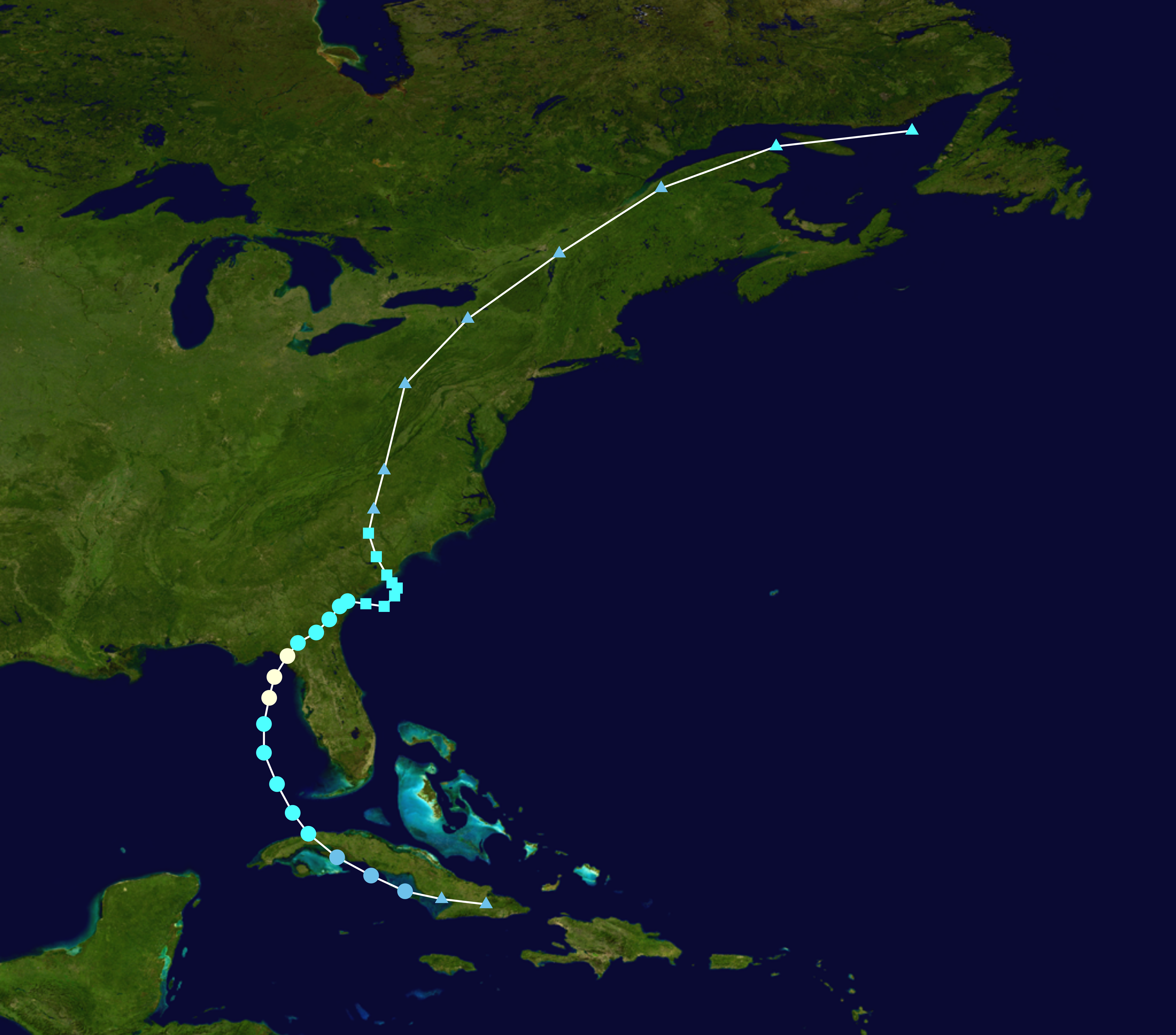
Карта шляху і інтенсивності Урагану Деббі за шкалою Саффіра–Сімпсона

Національний ураганний центр почав спостерігати за тропічною хвилею над тропічною Атлантикою на предмет потенційного тропічного циклогенезу о 18:00 UTC 26 липня, коли вона рухалася на схід до Малих і Великих Антильських островів. По мірі руху тропічної хвилі яка перетинала Віргінські острови, Пуерто-Рико та Гаїті. Коли система рухалася над південно-східною Кубою, у ній утворився широкий циркуляційний центр і дезорганізовані конвективні смуги. У зв'язку з потенційною загрозою шторму для Флориди, NHC визначив його як потенційний тропічний циклон 4 о 15:00 UTC 2 серпня.
Після цього тропічна хвиля перемістилиаст від південного узбережжя Куби та сформувало замкнуту циркуляцію, що дозволило та позначити його як Четверту тропічну депресію 3 серпня о 03:00 UTC. Далі западина перетнула західну частину Куби та увійшла в Мексиканську затоку, де пізніше 3 серпня вона посилилася до тропічного шторму Деббі. Шторм був великою системою з маленьким ядром, що спочатку перешкоджало її здатності швидко розвиватися. Незважаючи на це, він продовжував організовуватися, перетинаючи Мексиканську затоку; але проникнення сухого повітря трохи заважало розвитку. У результаті пізно ввечері 4 серпня Деббі переріс у ураган.
Злегка повернувши на північний-схід різні Деббі наблизилася до району Біг-Бенд, коли він досяг піку з постійними вітрами 80 миль/год (130 км/год) і мінімальним тиском 979 мілібар (28,9 дюймів рт.ст.) рано 5 серпня. Стейнгачі, Флорида. Проходячи вглиб країни, лише через кілька годин Деббі послабшав у тропічний шторм. Попередня швидкість циклону почала сповільнюватися, желоб відійшов від берега й залишив Деббі на слабкій рульовій течії.
«Деббі» підійшов до узбережжя Джорджії вранці 6 серпня як слабкий тропічний шторм, але згодом трохи посилився до вторинного піку 60 миль/год (97 км/год), оскільки несприятливі навколишнього середовища перешкоджали значному посиленню. 7 серпня Деббі перейшов у субтропічний шторм. Знову повільно повернувши на північ пізно 7 серпня, циклон знову вийшов на берег поблизу Буллз-Бей, Південна Кароліна, о 05:45 UTC 8 серпня. Постійно слабшаючи, коли вглиб країни, NHC передала відповідальність за попередження Центру прогнозування погоди (WPC). 9 серпня Деббі перетворився на позатропічний циклон. Залишки Деббі досягли Канади 10 серпня.

## Підготовка

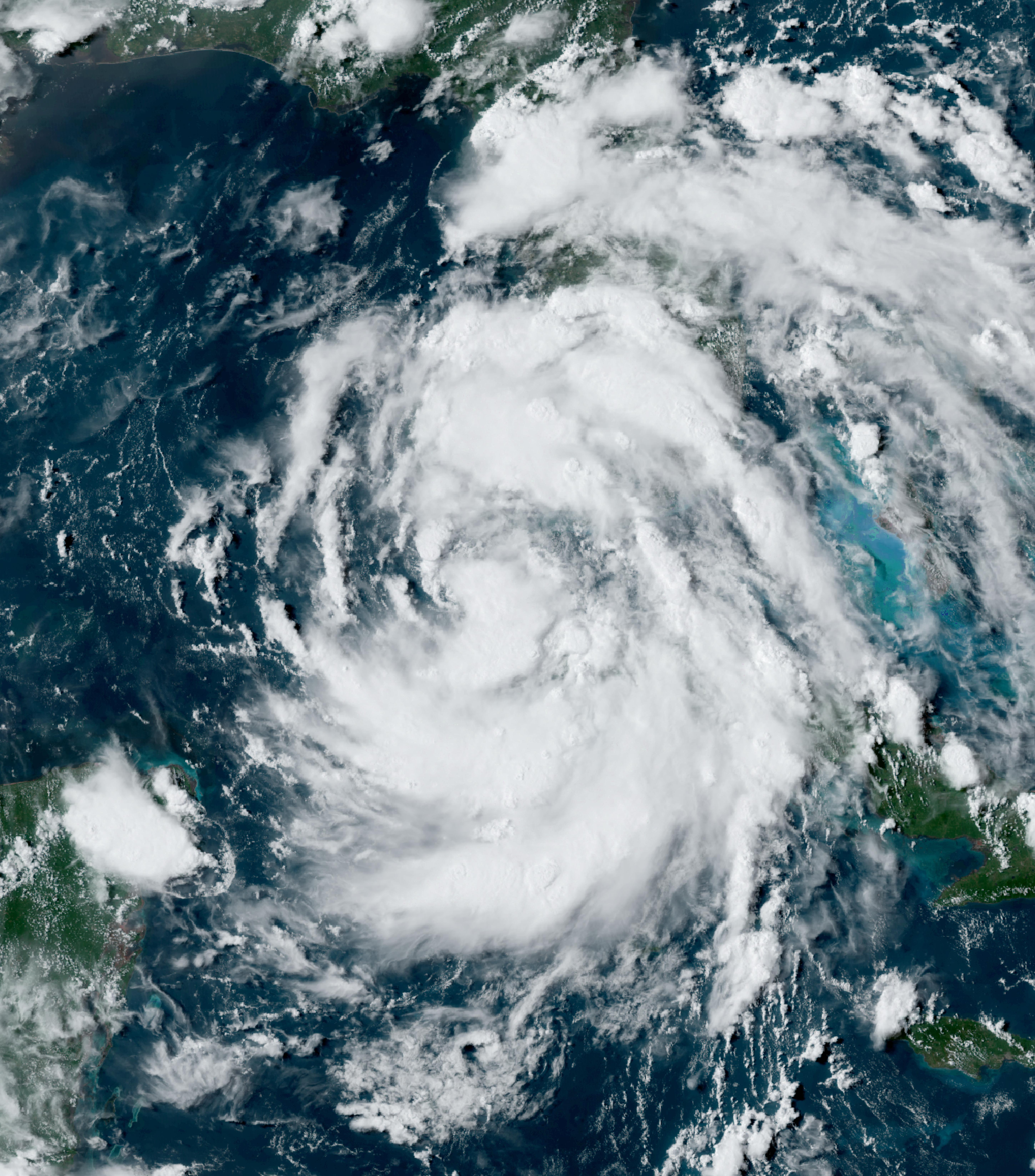
Тропічний шторм Деббі поблизу Флоридської протоки 3 серпня

### США
Через Деббі було скасовано понад 1000 рейсів, у тому числі 8% рейсів American Airlines.

#### Флорида
31 липня штат NWS Маямі почав попереджати про можливі надмірні опади. На півдні Флорида-Кис і Драй-Тортугас оголошено попередження про тропічний шторм. Ще одне попередження про тропічний шторм було видано для районів від Східного мису Сейбл до річки Суванні. Від Індіан-Пасс до Мехіко-Біч було видано третє попередження про тропічний шторм. На східному узбережжі попередження про тропічний шторм було оголошено від кордону Флориди та Джорджії до пляжу Понте-Ведра-Біч. Попередження про ураган було оголошено для районів між річкою Суванні та Індіан-Пасс. Напередодні виходу Деббі на берег у Флориді SPC оголосила про торнадо разом із невеликим 5% ризиком торнадо.
Губернатор Рон Десантіс оголосив надзвичайний стан у 61 окрузі Флориди. Губернатор також активізував 3000 членів Національної гвардії Флориди. 4 серпня президент Джо Байден схвалив оголошення стихійного лиха в штаті. Мер Гейнсвіля оголосив надзвичайний стан. По всьому штату відкрилися місця для отримання мішків з піском. У Тампі було роздано більше 30 000 мішків з піском. Округ Пінеллас відклав проект із зменшення ерозії пляжу.
Округ Леон відкрив шість притулків. Округ Лейк відкрив притулок у початковій школі. В окрузі Франклін було видано обов'язкову евакуацію для бар'єрних островів. Округи Цитрус і Округи Леві також видали обов'язкову евакуацію для своїх прибережних регіонів. Декілька інших округів оголосили про добровільну евакуацію. Усі державні парки у Флориді закрили, через наближення урагану, а розклад Carnival Elation круїзної компанії Carnival Cruise Line було змінено.

#### Джорджія та Кароліни
У прибережній частині Джорджії оголошено попередження про штормовий приплив і тропічний шторм. Губернатор Браян Кемп оголосив надзвичайний стан у Джорджії напередодні приходу шторму. По всій прибережній частині Джорджії відкрилися місця для отримання мішків з піском. Шкільний округ Лонг Каунті відклав дату початку навчання на 8 серпня. Державні школи округу Саванна-Чатхем оголосили 4 серпня, що навчання в школах припиняються і будуть закриті у вівторок і середу.
4 серпня губернатор Генрі Мак-Мастер оголосив надзвичайний стан у Південній Кароліні, а також генеральний прокурор штату Алан Вілсон ухвалив закон штату про підвищення цін, який забороняє несправедливі ціни під час стихійних лих. Попередження були видані для вод у районах островів Бофорт і Гілтон-Гед. У національному парку Конгарі, де прогнозували 10–15 дюймів (250–380 мм) опадів, парк закрився 5 серпня, а найраніша можлива дата відкриття – 9 серпня. Усі парки в місті Колумбія також закриті. Південна Кароліна призупинила деякі вимоги щодо перевезення тварин між штатами. Близько 50 служб швидкого реагування з округів Фредерік, Говард і Монтгомері в Меріленді, а також з Вашингтона, округ Колумбія , були направлені в Чарлстон для допомоги в пошуково-рятувальних роботах. В місті Чарлстон було введено комендантську годину.
Численні офіси Національної метеорологічної служби в Північній Кароліні оголосили про повінь на південному сході штату, а губернатор Рой Купер оголосив надзвичайний стан для всього штату.

#### В іншому місці
В частини Піттсбурга 9 серпня було оголошено попередження про можливі повені. Hershey Park закрили через шторм.
Перед штормом Національна погодна служба опублікувала попередження про вітер для Нью-Йорка з поривами вітру 50 миль/год (80 км/год), які очікуються вдень 9 серпня. MTA встановило насоси для відкачування води з систем метро, щоб уникнути повторення недавніх повеней. Нью-Йоркська гоночна асоціація скасувала гонки, заплановані на 9 серпня на іподромі Саратога через шторм. «Нью-Йорк Янкіз» відклали свою гру проти «Техас Рейнджерс» 9 серпня на наступний день через прогнозовану негоду.

## Наслідки
Офіційні органи округу Стубен, штат Нью-Йорк, розпочали відновлення після урагану. Вони оголосили, що планують роздати пляшки з водою та набори для прибирання мешканцям, які постраждали від раптової повені 11–12 серпня Червоний Хрест відкрив і керував притулком у середній школі Corning-Painted Post для постраждалих від повені до 12 серпня. Релігійні організації з надання допомоги постраждалим від стихійних лих у Пенсільванії також розпочали збір коштів, щоб допомогти оцінити збитки та надати допомогу жертвам Деббі. Повінь у парку штату Воткінс-Глен призвела до закриття маршруту Gorge Trail на невизначений термін.

## Вплив

### Кариби
Деббі викликала грози над Гаїті, Пуерто-Рико та Багамськими островами. Національна метеорологічна служба опублікувала попередження про повені для 33 муніципалітетів Пуерто-Рико, переважно у східній половині острова. Деббі принесла сильні опади на західну КубаКубу. У Гавані були підтоплення доріг, а найсильніші опади в місті Серро. Максимальна кількість опадів у провінції Артеміса досягла 265 мм (10,4 дюйма) на акведуку Маурін у Бауті.

### Сполучені Штати
Компанія Amtrak змінила розклад поїздів Silver Service і Palmetto з 6 по 8 серпня та скасувала рейси автопоїздів 6 і 7 серпня через шторм. Кілька поїздів П’ємонту також були скасовані 8–9 серпня. Сильний дощ, поривчастий вітер і повалені дерева призвели до затримки десятків поїздів у Середньоатлантичних штатах та на північному сході Сполучених Штатів 9 серпня. За даними Національних центрів екологічної інформації (NECI), загальний збиток у Сполучених Штатах оцінюється в 2,5 мільярда доларів.

#### Флорида

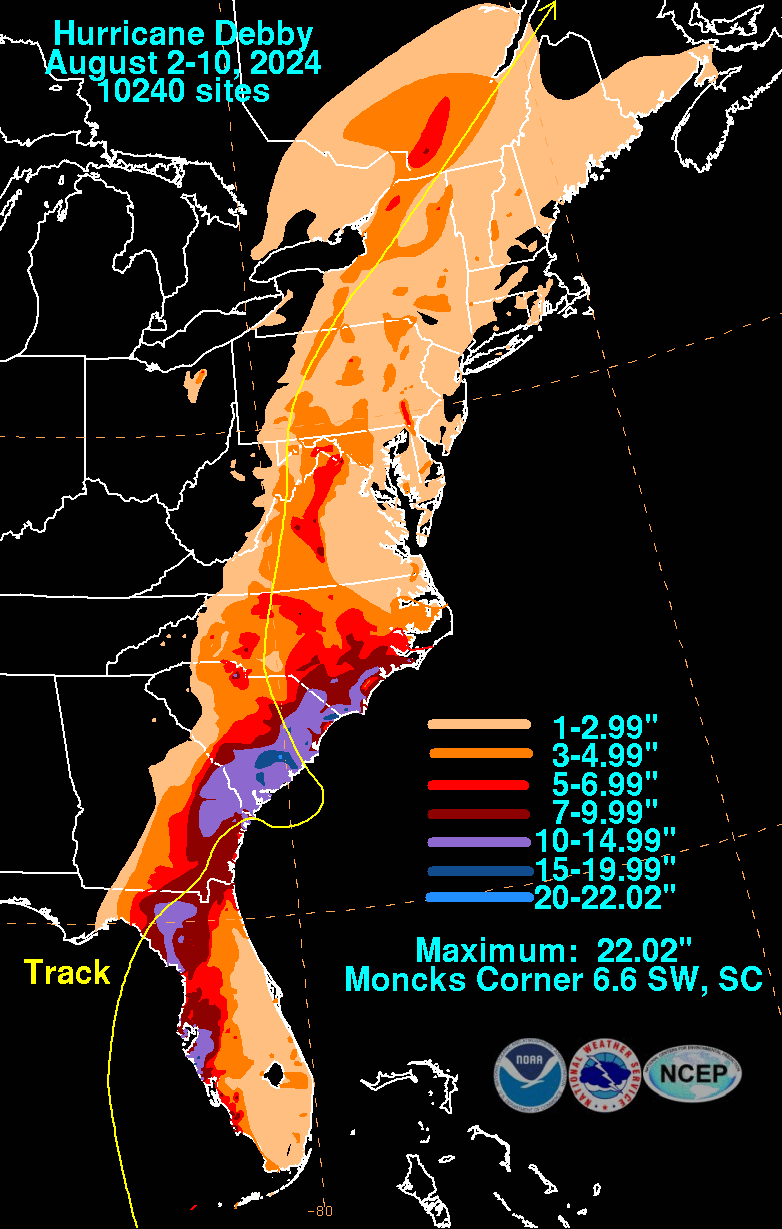
Карта максимальної кількості опадів і маршрут для урагану Деббі

Зовнішні смуги Деббі почали впливати на Центральну та Південну Флориду 3 серпня, приносячи поривчастий вітер і опади. Кілька попереджень про торнадо було видано по всьому штату, включаючи одне для округу Бровард 3 серпня. Дуже короткий торнадо EF1 стався в окрузі Юніон. Перекинуло причіп, зняло дах із сараю, повалило дерев’яну огорожу та кілька дерев. Постійний вітер наближався до сили тропічного шторму в Еверглейдс-Сіті, хоча про серйозні пошкодження не повідомлялося.
Понад 2 фути (0,6 м) штормового нагону затопило Форт-Майєрс-Біч, де місцеві жителі все ще оговтувалися від рекордного штормового нагону від урагану Ян майже 2 роки тому, що спричинив велику повінь. Ерозія пляжу спричинила перекриття доріг у Сієста-Кі. У місті Сарасота зафіксовано понад 20 дюймів (510 мм). Коли Деббі вийшла на сушу, було повідомлено що майже 250 000 споживачів втратили електроенергію. Щоб допомогти Duke Energy мобілізував 350 робітників із Середнього Заходу. У Коко» сильний вітер перевернув п’ять трейлерів.
Двоє людей загинуло, а ще один отримав важкі травми в результаті автомобільної аварії в окрузі Діксі через негоду, спричинену Деббі. У Тампі 64-річний водій вантажівки загинув після того, як його напіввантажівка впала з I-275 у канал. В окрузі Леві 13-річний хлопчик загинув, коли дерево впало на мобільний будинок, у якому він жив. 48-річний чоловік потонув біля Галфпорту після того, як його човен частково затонув після того, як він намагався переплисти шторм на ньому. Собака чоловіка вижила. Через ураган на берег викинуло 25 пакетів кокаїну на пляжі Флорида-Кіс вартістю понад 1 мільйон доларів, який, як вважають, походить із сусідніх країн Карибського басейну, відомих торгівлею наркотиками. Згідно з попередніми оцінками, збитки в окрузі Манаті перевищать 13 мільйонів доларів. Страхові збитки для штату становлять 66,7 мільйонів доларів. 12 серпня перехожий помітив затонулий автомобіль у Філіппі-Крік у Саутгейті. Офіс шерифа округу Сарасота знайшов автомобіль і виявив тіло 67-річного чоловіка, який зник безвісти 6 серпня під час сильної повені в цьому районі.

#### Джорджія і Кароліни
У Джорджії знеструмлено близько 47 тисяч споживачів. 19-річний хлопець загинув у Молтрі після того, як дерево впало на його будинок. Через повені вздовж річки Огічі офіційні особи в окрузі Еффінгем видали обов'язкову евакуацію на дорогах уздовж річки. Найсильніший дощ у штаті випав у Бліттоні, 9,5 дюймів (240 мм) за 24 години.

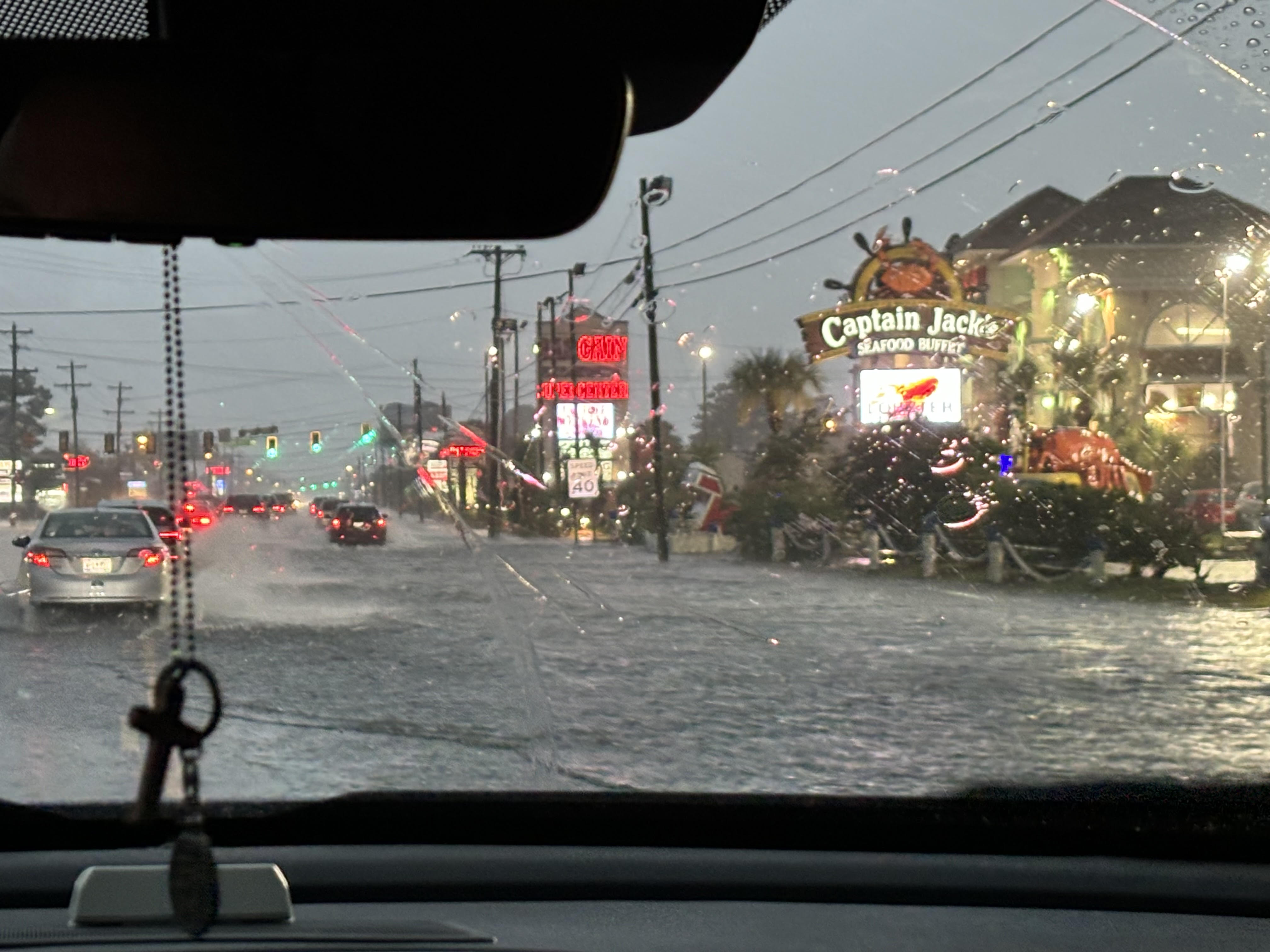
Повінь затопила США 17 у Норт-Мертл-Біч, Південна Кароліна.

У Південній Кароліні було підтверджено сім торнадо; чотири з них отримали оцінку EF1, тоді як три отримали оцінку EF0. Це включало два торнадо EF1, які вплинули на пляж Едісто; ці торнадо пошкодили кілька будинків, деякі значно, і зламали або вирвали з корінням десятки дерев. В окрузі Коллтон виникли побоювання щодо можливого прориву дамби Макгрейді. Офіс шерифа оголосив обов'язкову евакуацію. Сильні дощі також спричинили повені в деяких районах Чарлстона та Норт-Міртл-Біч. 9 серпня в Монкс-Корнер було оголошено надзвичайний стан у зв'язку з раптовою повені.

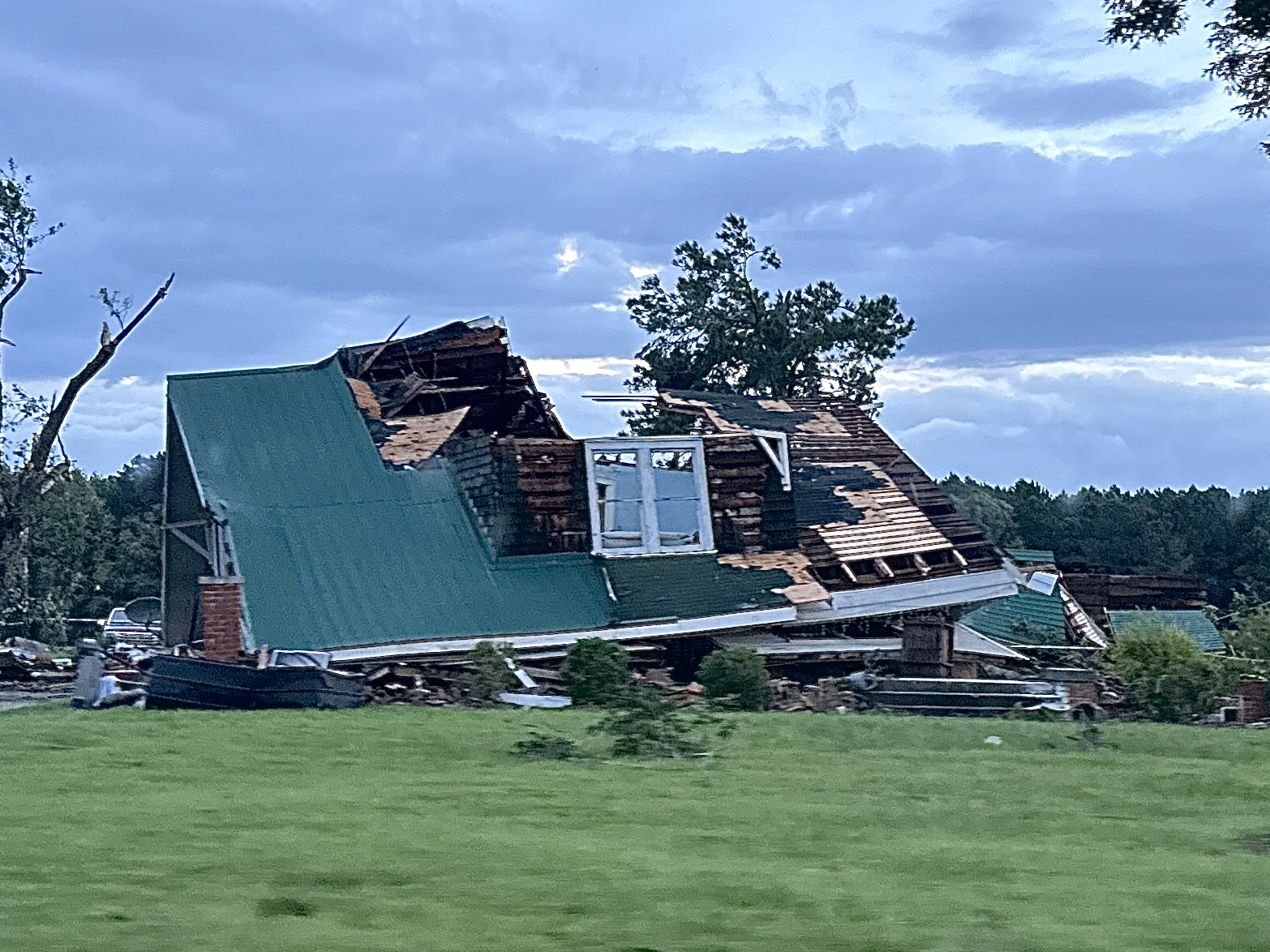
Зруйнований будинок в результаті торнадо EF3, яке торкнулося Лукама, штат Північна Кароліна, під час шторму

У рамках президентських виборів у Сполучених Штатах 2024 року Камала Гарріс та її напарник Тім Волз планували провести політичний мітинг у Ролі, штат Північна Кароліна, 8 серпня, як і кандидат у віце-президенти від Республіканської партії Джей Ді Венс; обидва мітинги були перенесені через ураган. 14 серпня також було оголошено, що південна частина столиці NC 540 не буде відкрита для руху, як було заплановано на 28 серпня, через ерозію будівель. Губернатор Північної Кароліни Рой Купер направив близько 350 солдатів із 17 групами рятувальників до східної та центральної частин штату.
Найсильніші торнадо, створені Деббі, виникли в Північній Кароліні. У штаті утворилось 10 торнадо, у тому числі три значні (EF2+). Торнадо EF2 пройшов поблизу Гаррелса, інший торнадо EF2 завдав значної шкоди в окрузі Грін, а торнадо низького рівня EF3 зруйнував будинок і вбив людину поблизу Лукама . Три інших торнадо отримали оцінку EF1, а решта чотири отримали оцінку EF0. Ще одна людина була вбита в Грінсборо.

#### В іншому місці
Через шторм у Вірджинії закрили національний парк Шенандоа. Три торнадо EF1 сталися в штаті; вони повалили дерева та стовпи електропередач, пошкодили численні споруди, у тому числі будинки. Далі на північ у Вашингтоні, округ Колумбія, зафіксували 1,18 дюйма (30 мм) дощу лише за 30 хвилин із загальною кількістю 2,77 дюйма (70 мм). Пориви вітру в округу Колумбія досягали 40 миль/год (64 км/год). 36-річна жінка загинула після того, як дуб впав на її будинок у Шеннондейлі Західна Вірджинія. Інше дерево, що впало, також пошкодило пожежну машину, яка приїхала на місце події разом із лініями електропередач.
Торнадо EF0 рухався Геджесвіллом, Західна Вірджинія, який повалив дерева і пошкодив будинки. Ще один торнадо EF1 утворився на північний-захід від Стентона, штат Делавер, де були пошкоджені магазин і стовп освітлення в торговому центрі, а дерева вирвані з корінням. У Делавері 8 серпня загальна кількість опадів досягла 6,31 дюйма (160 мм), з 1,5 дюйма (38 мм) у Вест-Честері, штат Пенсільванія, і 1,1 дюйма (28 мм) опадів у Філадельфії.
Сильні опади спричинили раптові повені в кількох містах в округах Стубен і Аллегані в Нью-Йорку, де випало понад 4 дюйми (100 мм) дощу; ті самі попередження про повені поширилися також на Вестфілд, штат Пенсільванія. Крім того, повідомлялося про численні непроїзні дороги в Бінгемтоні, Нью-Йорк. Потужний торнадо EF1 обрушився на східну частину Гаррісбурга, штат Пенсільванія, серйозно пошкодивши споруди та поваливши дерева. Інший торнадо EF0 виривав дерева поблизу Нью-Палц, Нью-Йорк. Значні повені також відбулися на північному-сході Огайо, там випало понад 7 дюймів (180 мм) опадів лише за три години. Це спричинило повінь на річці Каягоґа та закриття I-76 біля Барбертона через високу воду.
На Лонг-Айленді сильні дощі призвели до повені 6 серпня, коли випало понад 4 дюйми (100 мм) дощу. Через три дні, коли справжній шторм пройшов, пориви вітру досягли 46 миль/год (74 км/год) в Айліпі. Аеропорт Нью-Йорк-Ла-Гуардія зупинив польоти під час шторму. Скасовано 227 рейсів у LaGuardia, 174 у міжнародному аеропорту Ньюарк-Ліберті та 173 у міжнародному аеропорту Джона Ф. Кеннеді. Залізничне сполучення було призупинено на частинах Metro-North Railroad і на лініях Morris & Essex.
Коли залишки Деббі проходили через внутрішні Сполучені Штати 10 серпня, частини прибережного регіону Нової Англії зіткнулися з небезпечними хвилями, причому Національна служба погоди опублікувала заяву про шторм для всіх берегів штатів Мен, Массачусетс, Нью-Гемпшир і Род-Айленд. В окрузі Лічфілд і Гартфорд в Коннектикуті було попередження торнадо. У Гринвічі повалено кілька дерев. У штаті без світла залишилися понад 9 тисяч людей. У штаті Вермонті були вітри зі швидкістю 60 миль на годину (97 км/год). В Албургу велике дерево впало на будинок пожежній частині довелося рятувати 3 людей. Власники магазинів використовували мішки з піском і пластик, щоб захистити свій бізнес від опадів. Губернатор Філ Скотт оголосив федеральну надзвичайну ситуацію в штаті.
До 10 серпня більше 170 000 людей все ще залишалися без світла в Огайо, Пенсільванії, Нью-Йорку та Вермонті.

### Канада
Залишки Деббі досягли Канади де випало від 2,0 до 3,9 дюймів (50-100 мм) опадів найбільше над Східним Онтаріо та Південним Квебеком, від регіону Оттави до Квебека та регіону Північний Берег, з максимумом від 5,1 до 7,4 дюймів (130-188 мм) у столичному районі Монреаля та Лаваля. Мон-Трамблан у Лаврентійських островах отримав 5,3 дюйма (134 мм), Труа-Рів'єр отримав 4,5 дюйма (114 мм), а регіон Шарлевуа отримав 3,4 дюйма (87 мм). Абсолютний максимум був зафіксований у Ланоре з 8,7 дюймами (221 мм).
Це був найдощовіший день у Монреалі, коли 9 серпня на центр міста випало 6,1 дюйма (154 мм) опадів. Монреаль був заснований 380 років тому. Далі на захід Міжнародний аеропорт Оттави встановив щоденний рекорд опадів у 45,5 мм (1,79 дюйма), з до 83 мм (3,3 дюйма) у деяких частинах міста. Численні підвали та підземні переходи на шосе були затоплені, понад 480 000 домогосподарств Квебеку втратили електроенергію, а фестивалі були скасовані. Багато менших доріг також були розмиті. Парк розваг La Ronde і зоопарк Гранбі були закриті через сильний дощ.
У регіоні Морісі, Квебек, 80-річний чоловік впав у річку в Нотр-Дам-де-Монтобан 9 серпня. Sûreté du Québec довелося використовувати дрони та гелікоптер для пошуку вздовж річки Батіскан , знайшовши його тіло 11 серпня.
Станом на 20 серпня страховики Квебеку отримали близько 70 000 страхових заяв. У січні 2025 року Страхове бюро Канади остаточно визначило страховий збиток, завданий залишками Деббі, у 2,7 мільярда канадських доларів (2 мільярди доларів США) і Деббі став найдорожчим погодним явищем в історії Квебеку та найдорожчим тропічним циклоном у країні, перевершивши рекорд, встановлений ураганом Фіона два роки тому.